# Juan de Palafox y Mendoza
Juan de Palafox y Mendoza (26. června 1600, Fitero – 1. října 1659, Burgo de Osma) byl španělský římskokatolický duchovní, biskup z Osmy a politik, sloužící jako místokrál Nového Španělska. Katolická církev jej uctívá jako blahoslaveného.

## Život

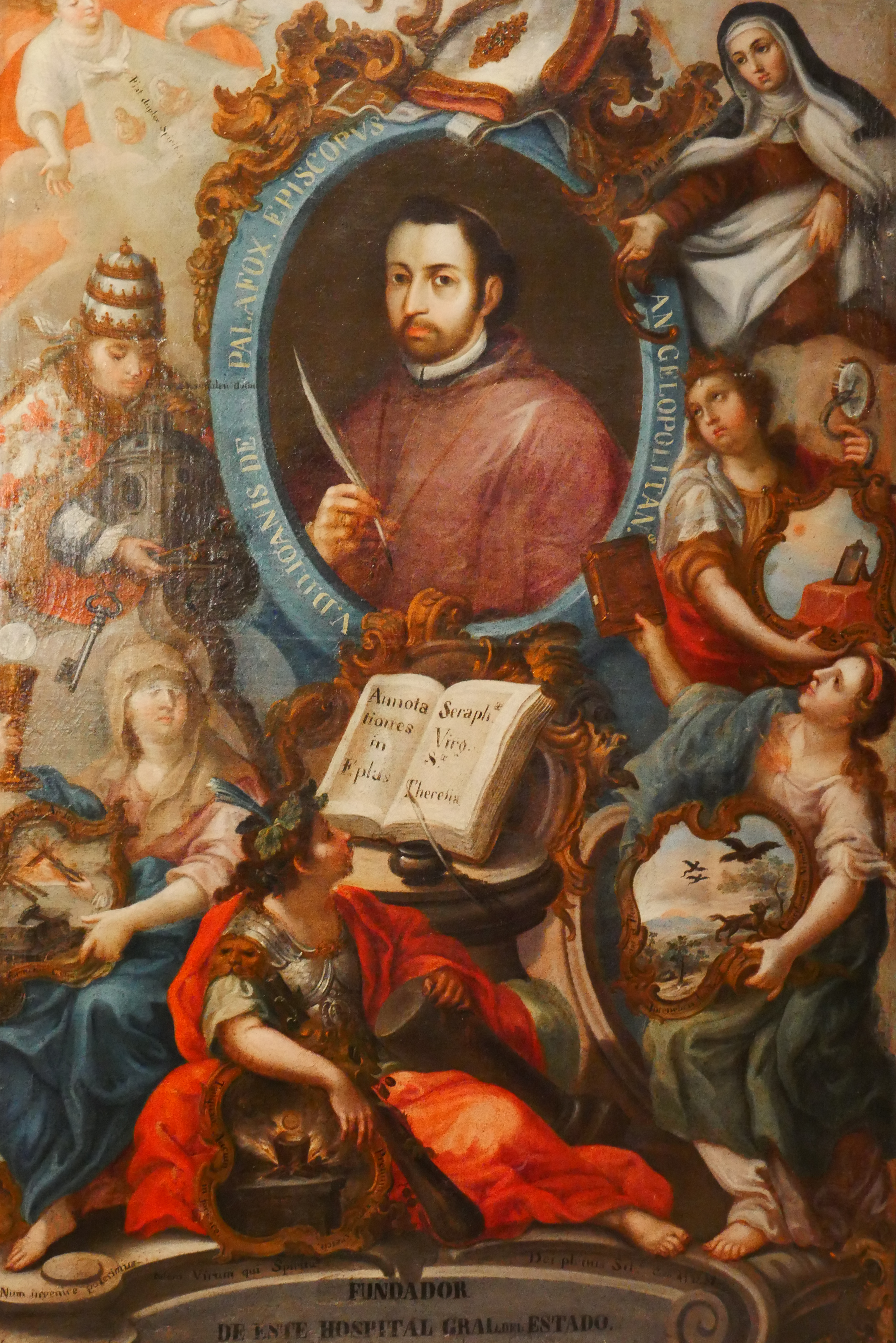
Portrét

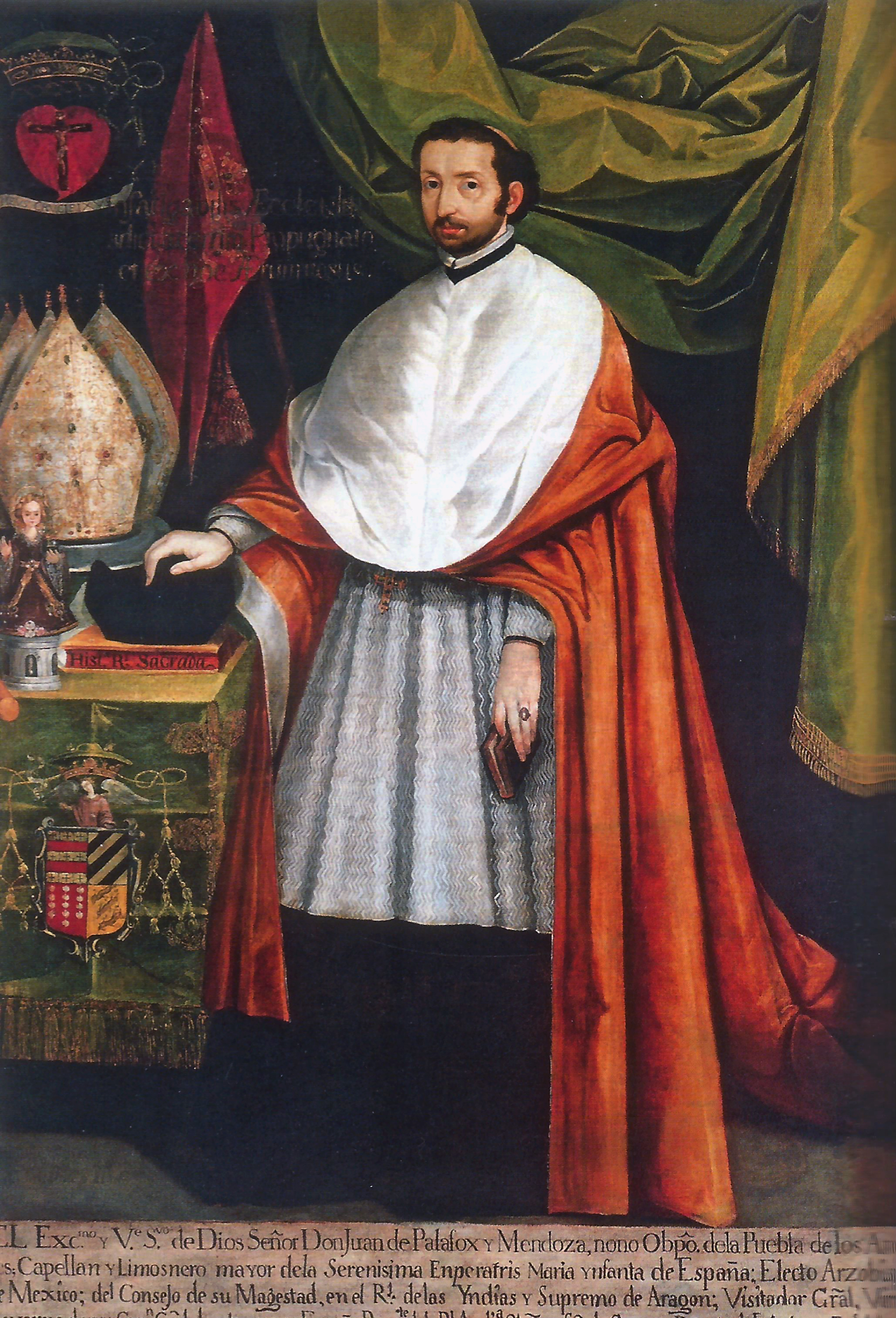
Portrét

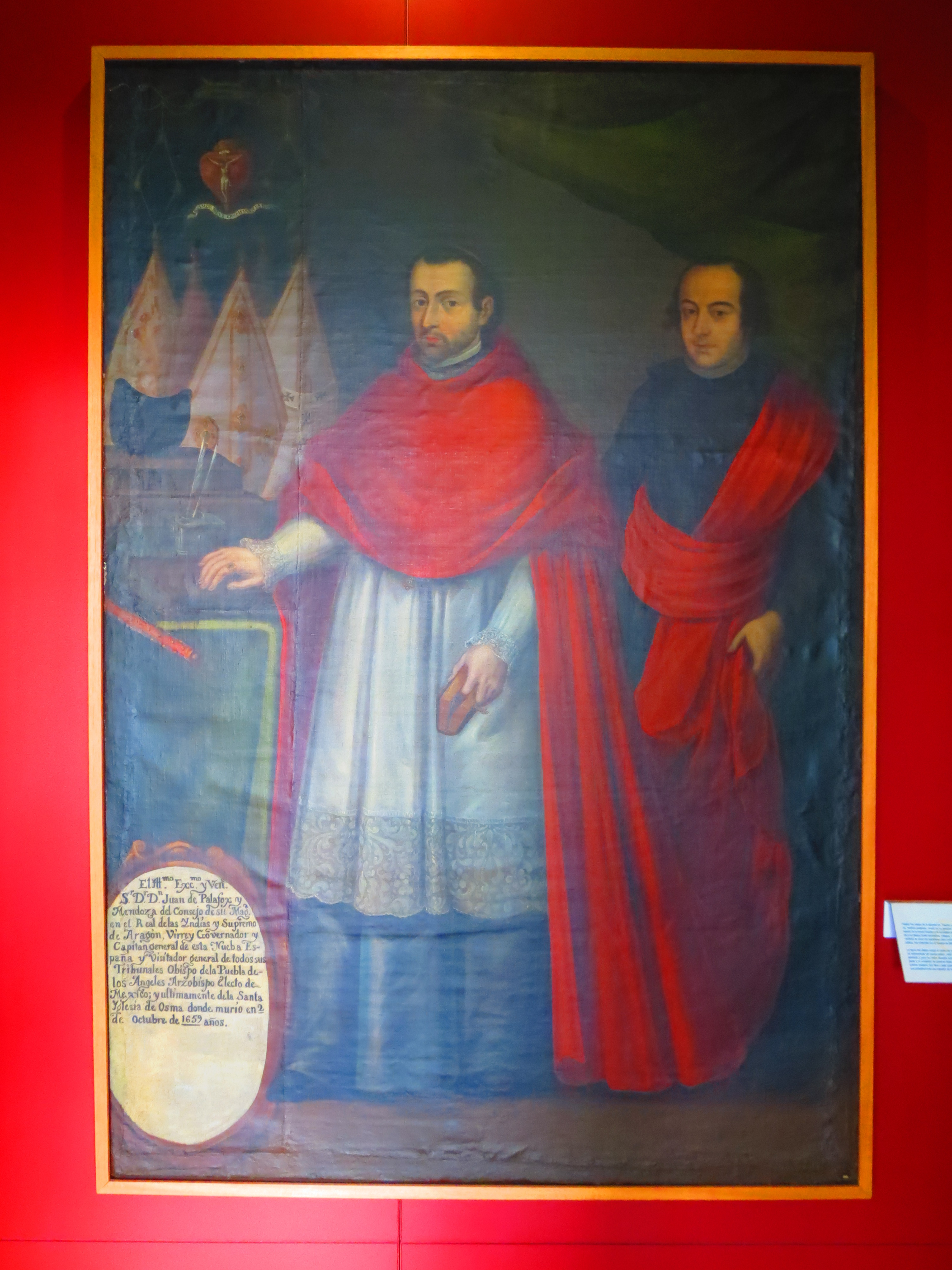
Portrét

Narodil se dne 26. června 1600 v obci Fitero v Navarře. Jeho otcem byl šlechtic Jaimeho de Palafox, matka s stala karmelitkou. Byl adoptován a od mala vychováván rodinou mlynářů, kteří mu také dali jméno Juan. Poté si jej jeho otec vzal zpět a poslal studovat na univerzitu v Alcalá a na univerzitu v Salamance.
Roku 1626 se stal zástupcem šlechty v Cortes de Monzón a brzy poté prokurátorem Rady válek a Rady pro Indie. V dubnu roku 1629 jej biskup z Plasencia Francisco Hurtado de Mendoza y Ribera vysvětil na kněze, načež se stal kaplanem Marie Anny Španělské, sestry španělského krále Filipa IV. Doprovázel ji na mnoha cestách po Evropě.
Dne 3. října 1639 jej španělský král Filip IV. jmenoval biskupem diecéze Puebla v Novém Španělsku (dnešní Mexiko). Papež Urban VIII. toto jmenování potvrdil. Biskupské svěcení přijal v Madridu dne 27. prosince 1639 z rukou arcibiskupa ze Santiaga de Compostela a kardinála Agustína de Spínola Basadoneho. Spolusvětiteli byli biskup z Yucatánu Juan Alonso y Ocón a biskup ze Santiago de Caracas Mauro Diego de Tovar a Valle Maldonado. Do Veracruzu dorazil 24. června 1640 ve společnosti nového místokrále Diega Lópeze de Pacheco. Byl také jmenován „ouvidorem“ (soudním komisařem jmenovaným panovníkem), aby prošetřil práci dvou předchozích místokrálů. Byl uveden do úřadu biskupa z Puebla.
Byl nadšeným mecenášem umění a za jeho působení v Pueble se město stalo hudebním centrem Nového Španělska. Věnoval se také vzdělávání, kdy nechal otevřít dosud první veřejnou knihovnu s vědeckými texty v novém Španělsku. Založil dominikánský klášter, kněžský seminář, nebo např. dívčí školu. Jako biskup byl známý svým úsilím chránit domorodé Američany před krutostí Španělů tím, že zakazoval jakýkoli násilný způsob náboženské konverze.
Roku 1642 byl tehdejší místokrál Nového Španělska Diego López Pacheco během probíhající portugalské restaurační války obviněn ze spiknutí s Portugalskem proti Španělsku a v noci z 9. na 10. června 1642 zatčen a zbaven úřadu. Ještě 9. června byl jmenován jeho nástupcem v úřadu místokrále Nového Španělska. Zároveň byl jmenován apoštolským administrátorem mexické arcidiecéze, kterým byl do roku 1643.
Během svého krátkého působení v roli místokrále vyhlásil některé reformy v oblasti vzdělávání a práva. Vytvořil dvanáct miličních jednotek na ochranu kolonie před vojenskými konflikty v Portugalsku a Katalánsku. Za jeho působení proběhlo v Novém Španělsku velké autodafé, při němž bylo popraveno mnoho kacířů, domorodých konvertitů, portugalských obchodníků a dalších. Byly zničeny pohanské modly indiánů a převezeny jako španělská trofej do hlavního města. Dne 23. listopadu 1642 jej v úřadu místokrále vystřídal García Sarmiento de Sotomayor, přičemž si udržel titul „ouvidora“.
Měl neshody s jezuity, kteří zde působili a dvakrát, v letech 1647 a 1649 si na ně stěžoval Svatému stolci. Nakonec byla mezi ním, jakožto diecézním biskupem a zde působícími jezuity podepsána dohoda, avšak neshody nadále pokračovaly.
Dne 24. listopadu 1653 byl odvolán z diecéze Puebla a králem Filipem IV. jmenován biskupem z diecéze Osma ve Staré Kastilii ve Španělsku. Jmenování potvrdil papež Inocenc X. Po odcestování do Španělska se ujal úřadu, který zastával po zbytek svého života. V té době se věnoval dokončování některých svých spisů.
Zemřel dne 1. října 1659 v Burgo de Osma. Pohřben byl v boční kapli katedrály Nanebevzetí Panny Marie v Burgo de Osma.

## Úcta
Jeho beatifikační proces započal dne 10. prosince 1726, čímž obdržel titul služebník Boží. Dne 17. ledna 2009 jej papež Benedikt XVI. podepsáním dekretu o jeho hrdinských ctnostech prohlásil za ctihodného. Dne 27. března 2010 byl uznán zázrak na jeho přímluvu, potřebný pro jeho blahořečení.
Blahořečen pak byl dne 5. června 2011 v katedrále Nanebevzetí Panny Marie v Burgo de Osma. Obřadu předsedal jménem papeže Benedikta XVI. kardinál Angelo Amato.
Jeho památka je připomínána 1. října. Bývá zobrazován v biskupském oděvu.